# Historia Kambodży

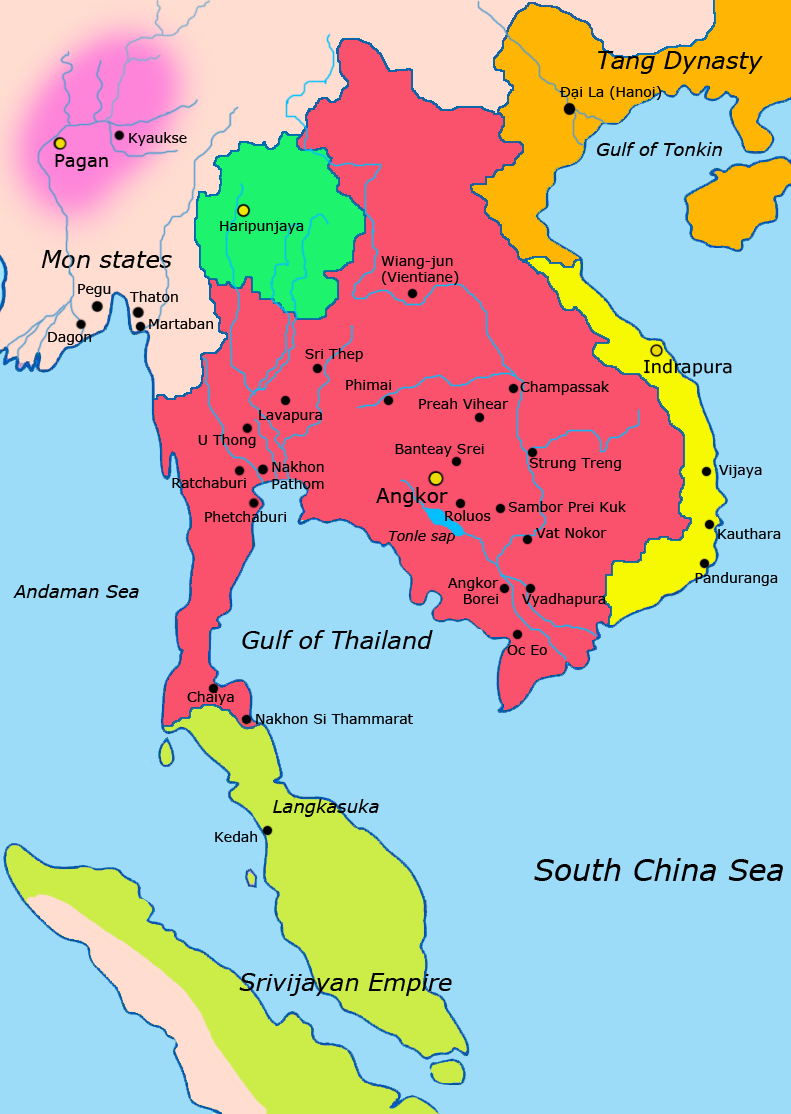
Azja Płd.-Wsch. w X w., Imperium Khmerów zaznaczone na czerwono

Terytorium Kambodży było zamieszkiwane przynajmniej od V tysiąclecia p.n.e. Do najwcześniejszych, zorganizowanych form politycznych w tym rejonie zalicza się państwo Funan (okres od I wieku n.e.). W tym okresie dominującą religią rejonu stał się hinduizm, w ramach którego władcy Funanu mieli godność boską. Ok. VI w. Funan został podbity przez powstałe w wyniku secesji księstwo Czenla. Na początku IX w. powstało zjednoczone państwo Khmerów pod rządami dynastii angkorskiej (pozostałością tego okresu jest kompleks archeologiczny Angkor, znajdujący się w pobliżu rzeki Siĕm Réab). Jego złoty wiek to okres IX-XIII wieku. W skład imperium Khmerów wchodziły także terytoria znajdujące się we współczesnym Laosie, Mjanmie, Tajlandii, Wietnamie i Malezji. W XIV wieku roku imperium Khmerów zostało zajęte przez sąsiednich Tajów, a stolica przeniesiona z Angkor Thom do Phnom Penh, a część terenów znajdowała się od tej chwili w strefie wpływów Wietnamu. Wraz z upadkiem imperium w kraju zanikały wierzenia hinduistyczne, a w ich miejsce wpływy zyskał buddyzm. Około XVI wieku na obszar Kambodży przybyli misjonarze europejscy.
W XIX wieku Kambodżę podbiła Francja. Kambodża w 1863 roku stała się protektoratem Francji, w 1884 roku kolonią, a w 1887 roku została włączona w skład kolonialnych Indochin Francuskich. Na przełomie wieku XIX i XX doszło do serii nieudanych powstań niepodległościowych. W latach 1941–1945 miała miejsce okupacja japońska, a od 1945 do 1946 roku okupacja tajlandzka. W trakcie I wojny indochińskiej na terenie Kambodży dochodziło do walk między wojskami kolonialnymi a niepodległościową organizacją Việt Minh z Wietnamu. Walki doprowadziły do ożywienia narodowego Khmerów, którzy również rozpoczęli batalię przeciwko Francuzom. Z wojskami francuskimi starli się miejscowi komuniści i ruch Khmer Issarak. W 1949 roku Kambodża proklamowała niepodległość w ramach Unii Francuskiej. Na skutek konferencji genewskiej w połowie lat 50. Francuzi wycofali się z Wietnamu. W 1955 roku Kambodża została przyjęta do ONZ po ówczesnym odejściu z Unii Francuskiej.

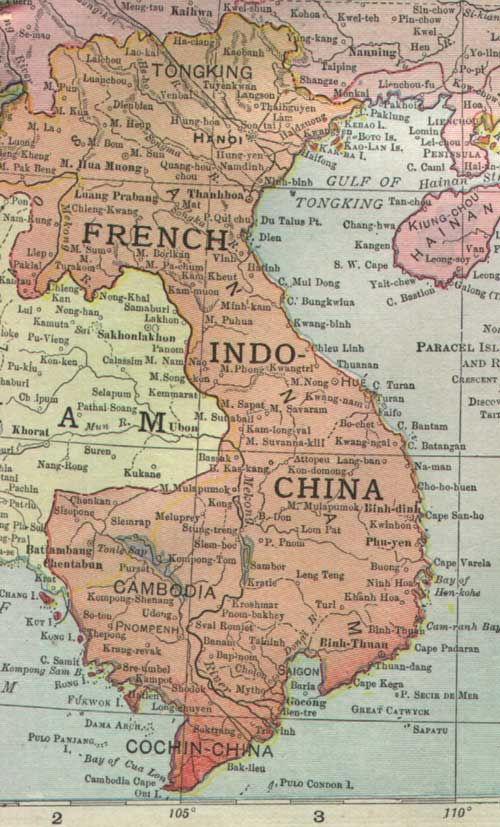
Indochiny Francuskie w 1913 roku

W niepodległej Kambodży władzę objął król Norodom Suramarit a następnie Norodom Sihanouk. Sihanouk rządził w oparciu o monarchistyczną Powszechną Wspólnotę Socjalistyczną i realizował politykę współpracy z Chinami. W trakcie wojny wietnamskiej umożliwił Vietcongowi poruszanie się po obszarze Kambodży. Lewicowy kurs monarchy szczególnie przybrał na sile w połowie lat 60. Sytuacja zmieniła się gdy premierem rządu został proamerykański Lon Nol, który władzę objął na skutek sfałszowanych przez konserwatystów wyborów parlamentarnych. Lon Nol za zgodą monarchy rozpoczął rozprawę z dotychczasowymi lewicowymi sojusznikami z partii Pracheachon. Rządy Lon Nola doprowadziły do pogorszenia się sytuacji gospodarczej i napięć społecznych które w 1967 roku doprowadziły do wybuchu chłopskiej rebelii w Battambangu. Lon Nol pod nieobecność króla ogłosił stan wojenny i rozbił powstańców niszcząc przy tym szereg wiosek. Pacyfikacja doprowadziła do powstania partyzantki, na czele której stanęli Czerwoni Khmerzy do tej pory funkcjonujący jedynie jako jedna z kilku frakcji Komunistycznej Partii Kambodży.

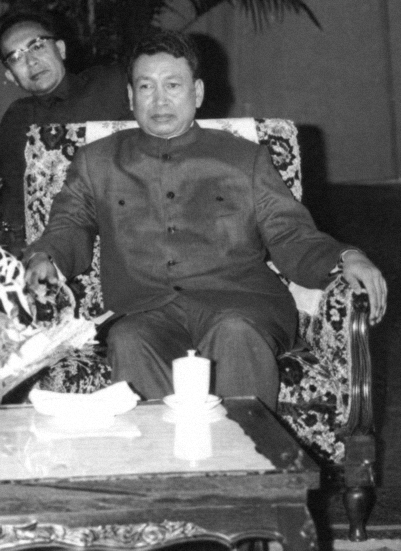
Pol Pot, przywódca Demokratycznej Kampuczy

Król na skutek narastającego zamieszenia zdymisjonował Lon Nola jednak ten powrócił do łask po sukcesach partyzantki i pod koniec lat 60. powrócił do rządu jako premier. W 1970 roku Lon Nol przeprowadził zamach stanu, w wyniku którego obalono króla. Lon Nol zlikwidował Królestwo Kambodży, a w jego miejsce utworzył Republikę Khmerów. Po puczu król udał się na emigrację do Chin. Na emigracji utworzył Zjednoczony Front Narodowy Kambodży i poparł Czerwonych Khmerów w ich walce z reżimem. Rząd Lon Nola winą za fatalną sytuację kraju obarczał mniejszość wietnamską i pomógł organizować czystki wymierzone w tę grupę etniczną. Represje wobec Wietnamczyków zezłościły siły Vietcongu, który rozpoczął walkę z rządem Kambodży. Lon Nol nie radząc sobie z siłą wietnamskiej partyzantki poprosił o pomoc USA, które rozpoczęło bombardowanie pozycji Vietcongu w Kambodży. Rząd Kambodży tracił stopniowo kolejne części kraju. W połowie lat 70. z wojny przeciwko Lon Nolowi wycofał się Vietcong, który popadł w konflikt z Czerwonymi Khmerami. W 1975 roku Czerwoni Khmerzy obalili rządzący reżim, a w jego miejscu utworzyli Demokratyczną Kampuczę.
Dowodzeni przez Pol Pota Czerwoni Khmerzy wprowadzili politykę znaną jako „Rok Zerowy”. Polityka ta doprowadziła do śmierci ogromnej liczby osób, zarówno wskutek głodu, jak i przepracowania i egzekucji. W wyniku krwawych rządów Pol Pota zginęło od 10 do 20-25% populacji. Czerwoni Khmerzy początkowo mianowali głową państwa króla, potem jednak został on przez ich odwołany i wysłany na emigrację. Demokratyczna Kampucza szybko popadła w konflikt z Wietnamem, co spowodowane było skrajnie nacjonalistycznymi i antywietnamskimi poglądami Czerwonych Khmerów. Demokratyczna Kampucza rozpoczęła serie ataków na sporne obszary i dokonywała licznych czystek etnicznych przeciwko Wietnamczykom. Brutalna polityka Czerwonych Khmerów spotkała się z oporem części armii która zdezerterowała i przeszła na stronę Wietnamu. W 1979 roku reżim Pol Pota został obalony przez armię wietnamską (wspartą przez ZSRR) i siły opozycyjne skupione w organizacji Zjednoczony Front Ocalenia Narodowego Kambodży.
Po obaleniu Czerwonych Khmerów proklamowana została Ludowa Republika Kampuczy. Władzę w niej objęli politycy prowietnamscy a premierem został Hun Sen, który w okresie dyktatury Czerwonej Khmerów zdezerterował z armii i przedostał się do Wietnamu. Czerwoni Khmerzy przedostali się głównie na zachód kraju gdzie po wsparciu ze strony Tajlandii i CIA zaczęli formować partyzantkę antyrządową. Wietnam i nowy rząd Kambodży znalazły się w ogniu krytyki po tym gdy przedstawiciele Demokratycznej Kampuczy wezwali do nadzwyczajnego spotkania Rady Bezpieczeństwa ONZ, na którym przedstawiciele obalonego reżimu oprotestowali naruszenie suwerenności Wietnamu. Pomimo że polityka eksterminacji prowadzona przez reżim Pol Pota została już ujawniona, to państwa zachodnie poparły rząd Demokratycznej Kampuczy i włączyły się w akcje izolacji nowych władz. Czerwoni Khmerzy ponownie zostali poparci przez króla Sihanouka który w 1982 roku stworzył Koalicyjny Rząd Demokratycznej Kampuczy. W połowie lat 80. koalicja Czerwonych Khmerów i mniejszych grup partyzantki antywietnamskiej poniosła poważne straty w starciach z siłami Ludowej Republiki Kampuczy i Wietnamu, co skłoniło ją do rozpoczęcia rozmów z rządem. Na skutek rozmów pokojowych we wrześniu 1989 roku Wietnam wycofał swoje wojska z Kambodży, a w październiku 1991 roku powstała Rada Państwowa Kambodży, w której skład weszli przedstawiciele zarówno rządu jak i opozycji. W tym samym roku został też podpisany układ pokojowy. Wkrótce z układu wyłamali się Czerwoni Khmerzy, którzy kontynuowali działania partyzanckie.

Flaga Demokratycznej Kampuczy

W maju 1993 roku odbyły się wybory parlamentarne nadzorowane przez ONZ. Zwycięstwo odnieśli zwolennicy Sihanouka. Doszło do utworzenia koalicji z ugrupowaniem prowietnamskim. W październiku 1993 roku zrestaurowana została monarchia z elementami demokracji parlamentarnej. Od tamtej pory w dalszym ciągu główną postacią sceny politycznej pozostawał Hun Sen. W 1998 roku zginął Pol Pot, a w grudniu tego roku przywódcy Czerwonych Khmerów poddali się. W 1999 roku Kambodża oficjalnie została członkiem Stowarzyszenia Narodów Azji Południowo-Wschodniej (ASEAN). W 2000 roku miała miejsce wizyta przewodniczącego ChRL, która zaowocowała podpisaniem porozumienia o współpracy i handlu. Chiny zobowiązały się także do bezinteresownej pomocy finansowej. W XXI wieku ruszył proces zbrodni reżimu Czerwonych Khmerów. W 2001 roku przyjęto ustawę o powołaniu specjalnego trybunału, a w 2003 roku utworzono Nadzwyczajną Izbę Sądu Kambodży, której celem jest postawienie przed sądem odpowiedzialnych za zbrodnie w czasie ery Czerwonych Khmerów. Pierwszy wyrok ws. zbrodni przeciwko ludzkości zapadł 26 lipca 2010 roku. W międzyczasie w 2004 roku król Norodom Sihanouk abdykował, a na tron wstąpił jego syn, Norodom Sihamoni. W XXI wieku odżył konflikt graniczny z sąsiednią Tajlandią (starcia o Preah Vihear w 2008 i 2011 roku).